# بیل دولمن
بیل دولمن (انگلیسی: Bill Dolman; ۳۰ اوت ۱۹۰۶ – ۱۹۶۴ (۵۷−۵۸ سال)) بازیکن فوتبال بود.
از باشگاه‌هایی که در آن بازی کرده‌است می‌توان به باشگاه فوتبال بریستول سیتی اشاره کرد.